# Canton de Sainte-Geneviève-des-Bois
Le canton de Sainte-Geneviève-des-Bois est une circonscription électorale française française située dans le département de l’Essonne et la région Île-de-France.
À la suite du redécoupage cantonal de 2014, les limites territoriales du canton sont remaniées. Le nombre de communes du canton passe de 1 à 4.

## Géographie
| Type d’occupation           | Pourcentage | Superficie (en hectares) |
| --------------------------- | ----------- | ------------------------ |
| Espace urbain construit     | 74,9 %      | 703,16                   |
| Espace urbain non construit | 14,2 %      | 133,29                   |
| Espace rural                | 10,9 %      | 102,27                   |
| Source : Iaurif             |             |                          |

Le canton de Sainte-Geneviève-des-Bois est organisé autour de la commune de Sainte-Geneviève-des-Bois dans les arrondissements d'Évry et Palaiseau. Son altitude varie entre trente-sept mètres et quatre-vingt-dix mètres à Sainte-Geneviève-des-Bois, pour une altitude moyenne de quatre-vingts mètres.

## Historique
Le canton de Sainte-Geneviève-des-Bois fut créé par le décret no 67-589 du 20 juillet 1967, il regroupait à l’époque les communes de Sainte-Geneviève-des-Bois, Épinay-sur-Orge, Villiers-sur-Orge et Villemoisson-sur-Orge.
Un nouveau décret ministériel du 25 novembre 1975 lui enleva les trois dernières communes au profit du canton de Longjumeau, ne laissant que Sainte-Geneviève-des-Bois.
Par décret du 24 février 2014, le nombre de cantons du département est divisé par deux, avec mise en application aux élections départementales de mars 2015. Le canton de Sainte-Geneviève-des-Bois est conservé et s'agrandit. Il passe de 1 à 4 communes.

## Représentation

### Représentation avant 2015
| Période | Période | Identité         | Étiquette | Qualité |
| ------- | ------- | ---------------- | --------- | --- |
| 1967    | 1985    | Jean Ooghe       | PCF       | Cheminot Maire de Sainte-Geneviève-des-Bois (1971-1990) sénateur de l’Essonne (1977-1986)                                 |
| 1985    | 1992    | Henri Mazet      | PCF       | Technicien de France-Télécom Conseiller municipal de Sainte-Geneviève-des-Bois                                            |
| 1992    | 2011    | Pierre Champion  | DVG       | Chef d'entreprise Président de la Communauté d'agglomération du Val d'Orge maire de Sainte-Geneviève-des-Bois (1990-2001) |
| 2011    | 2015    | Frédéric Petitta | DVG       | Chef d'entreprise, adjoint au maire de Sainte-Geneviève-des-Bois                                                          |

#### Résultats électoraux
Élections cantonales, résultats des deuxièmes tours :
- Élections cantonales de 1992 : 60,60 % pour Pierre Champion (DVG), 39,40 % pour M. Roth (RPR), 55,47 % de participation[5].
- Élections cantonales de 1998 : 55,82 % pour Pierre Champion (DVG) élu au premier tour, 17,21 % pour André Lamy (FN), 58,23 % de participation[6].
- Élections cantonales de 2004 : 57,32 % pour Pierre Champion (DVG) élu au premier tour, 20,66 % pour Henri Prévot (UMP), 62,87 % de participation[7].
- Élections cantonales de 2011 : 71,85 % pour Frédéric Petitta (DVG), 28,15 % pour Gaël Filleul (FN), 95,72 % de participation[8].

### Représentation depuis 2015
| Période élective | Période élective | Mandat | Mandat   | Identité           | Nuance | Nuance | Qualité |
| ---------------- | ---------------- | ------ | -------- | ------------------ | ------ | ------ | --- |
| 2015             | 2021             | 2015   | 2021     | Frédéric Petitta   |        | PS     | Chef d'entreprise Maire de Sainte-Geneviève-des-Bois (depuis 2017)                                                                    |
| 2015             | 2021             | 2015   | 2021     | Marjolaine Rauze   |        | PCF    | Rédactrice territoriale Maire de Morsang-sur-Orge (1996-2020) Ancienne conseillère générale du canton de Morsang-sur-Orge (1998-2015) |
| 2021             | 2028             | 2021   | en cours | Frédéric Petitta   |        | PS     | Maire de Sainte-Geneviève-des-Bois (depuis 2017)                                                                                      |
| 2021             | 2028             | 2021   | en cours | Marie-Claire Arasa |        | PCF    | Conseillère municipale de Morsang-sur-Orge                                                                                            |

### Résultats détaillés

#### Élections de mars 2015
À l'issue du 1er tour des élections départementales de 2015, deux binômes sont en ballottage : Frédéric Petitta et Marjolaine Rauze (Union de la Gauche, 39,27 %) et Marianne Duranton et Claude Lourdin (Union de la Droite, 27,45 %). Le taux de participation est de 47,87 % (20 224 votants sur 42 251 inscrits) contre 47,42 % au niveau départemental et 50,17 % au niveau national.
Au second tour, Frédéric Petitta et Marjolaine Rauze (Union de la Gauche) sont élus avec 52,55 % des suffrages exprimés et un taux de participation de 46,07 % (9 613 voix pour 19 463 votants et 42 251 inscrits).

#### Élections de juin 2021
Le premier tour des élections départementales de 2021 est marqué par un très faible taux de participation (33,26 % au niveau national). Dans le canton de Sainte-Geneviève-des-Bois, ce taux de participation est de 29,7 % (12 600 votants sur 42 429 inscrits) contre 30,18 % au niveau départemental. À l'issue de ce premier tour, deux binômes sont en ballottage : Marie-Claire Arasa et Frédéric Petitta (Union à gauche, 50,49 %) et François Cholley et Florence Lebouc (DVD, 31,2 %).
Le second tour des élections est marqué une nouvelle fois par une abstention massive équivalente au premier tour. Les taux de participation sont de 34,36 % au niveau national, 32,47 % dans le département et 32,02 % dans le canton de Sainte-Geneviève-des-Bois. Marie-Claire Arasa et Frédéric Petitta (Union à gauche) sont élus avec 55,57 % des suffrages exprimés (7 114 voix pour 13 588 votants et 42 442 inscrits),,. 

## Composition

### Composition avant 2015

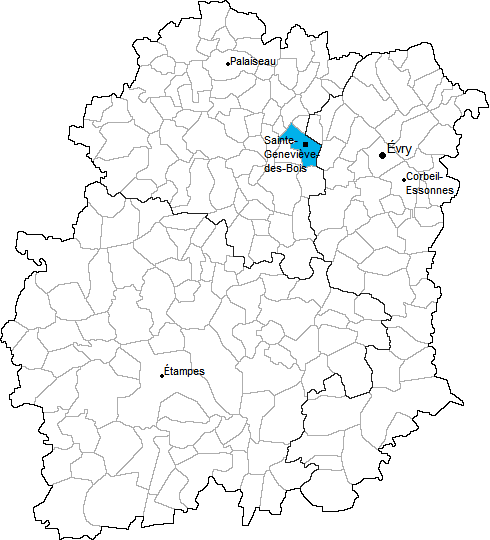
Situation du canton dans le département de l'Essonne avant 2015

Le canton de Sainte-Geneviève-des-Bois comptait une commune.
| Nom                                   | Code Insee | Codepostal | Superficie (km2) | Population (dernière pop. légale) | Densité (hab./km2) |
| ------------------------------------- | ---------- | ---------- | ---------------- | --------------------------------- | ------------------ |
| Sainte-Geneviève-des-Bois (chef-lieu) | 91549      | 91700      | 9,27             | 35 035 (2012)                     | 3 779              |

### Composition depuis 2015
Le canton comprend désormais quatre communes entières.
| Nom                                               | Code Insee | Intercommunalité                | Superficie (km2) | Population (dernière pop. légale) | Densité (hab./km2) | Modifier                                    |
| ------------------------------------------------- | ---------- | ------------------------------- | ---------------- | --------------------------------- | ------------------ | ------------------------------------------- |
| Sainte-Geneviève-des-Bois (bureau centralisateur) | 91549      | CA Cœur d'Essonne Agglomération | 9,27             | 35 714 (2022)                     | 3 853              | modifier les données · modifier les données |
| Morsang-sur-Orge                                  | 91434      | CA Cœur d'Essonne Agglomération | 4,39             | 21 161 (2022)                     | 4 820              | modifier les données · modifier les données |
| Villemoisson-sur-Orge                             | 91667      | CA Cœur d'Essonne Agglomération | 2,31             | 7 226 (2022)                      | 3 128              | modifier les données · modifier les données |
| Villiers-sur-Orge                                 | 91685      | CA Cœur d'Essonne Agglomération | 1,78             | 4 576 (2022)                      | 2 571              | modifier les données · modifier les données |
| Canton de Sainte-Geneviève-des-Bois               | 9116       |                                 | 17,75            | 68 677 (2022)                     | 3 869              | modifier les données                        |

## Démographie

### Démographie avant 2015

#### Évolution démographique
| 1968   | 1975   | 1982   | 1990   | 1999   | 2006   | 2011   | 2012   |
| ------ | ------ | ------ | ------ | ------ | ------ | ------ | ------ |
| 23 684 | 31 859 | 30 439 | 31 286 | 32 125 | 34 024 | 34 771 | 35 035 |

#### Pyramide des âges
| Hommes | Classe d’âge | Femmes |
| ------ | ------------ | ------ |
| 0,2    | 90 ans ou +  | 0,9    |
| 5,7    | 75 à 89 ans  | 9,2    |
| 12,2   | 60 à 74 ans  | 12,9   |
| 20,8   | 45 à 59 ans  | 20,0   |
| 22,0   | 30 à 44 ans  | 20,2   |
| 19,5   | 15 à 29 ans  | 18,9   |
| 19,5   | 0 à 14 ans   | 17,8   |

| Hommes | Classe d’âge | Femmes |
| ------ | ------------ | ------ |
| 0,3    | 90 ans ou +  | 0,8    |
| 4,4    | 75 à 89 ans  | 6,7    |
| 11,3   | 60 à 74 ans  | 11,9   |
| 19,9   | 45 à 59 ans  | 20,0   |
| 21,9   | 30 à 44 ans  | 21,4   |
| 20,6   | 15 à 29 ans  | 19,2   |
| 21,7   | 0 à 14 ans   | 20,0   |

### Démographie depuis 2015
En 2022, le canton comptait 68 677 habitants, en évolution de +0,24 % par rapport à 2016 (Essonne : +2,89 %, France hors Mayotte : +2,11 %).
| 2013   | 2018   | 2022   |
| ------ | ------ | ------ |
| 68 415 | 68 264 | 68 677 |

## Économie

### Emplois, revenus et niveau de vie
| Répartition des emplois par catégories socioprofessionnelles en 2006. |              |                                           |                                                   |                            |                          |                           |
|                                                                       | Agriculteurs | Artisans, commerçants, chefs d’entreprise | Cadres et professions intellectuelles supérieures | Professions intermédiaires | Employés                 | Ouvriers                  |
| Canton de Sainte-Geneviève-des-Bois                                   | 0,1 %        | 6,0 %                                     | 13,0 %                                            | 27,1 %                     | 33,8 %                   | 20,0 %                    |
| Département de l’Essonne                                              | 0,2 %        | 4,5 %                                     | 22,1 %                                            | 27,7 %                     | 27,6 %                   | 17,9 %                    |
| Moyenne nationale                                                     | 2,2 %        | 6,0 %                                     | 15,4 %                                            | 24,6 %                     | 28,7 %                   | 23,2 %                    |
| Répartition des emplois par secteurs d’activités en 2006.             |              |                                           |                                                   |                            |                          |                           |
|                                                                       | Agriculture  | Industrie                                 | Construction                                      | Commerce                   | Services aux entreprises | Services aux particuliers |
| Canton de Sainte-Geneviève-des-Bois                                   | 0,4 %        | 7,0 %                                     | 7,0 %                                             | 28,5 %                     | 12,5 %                   | 6,0 %                     |
| Département de l’Essonne                                              | 0,8 %        | 11,5 %                                    | 6,1 %                                             | 15,4 %                     | 18,8 %                   | 6,4 %                     |
| Moyenne nationale                                                     | 3,5 %        | 15,2 %                                    | 6,4 %                                             | 13,3 %                     | 13,3 %                   | 7,6 %                     |
| Sources : Insee,                                                      |              |                                           |                                                   |                            |                          |                           |